# Taganaj

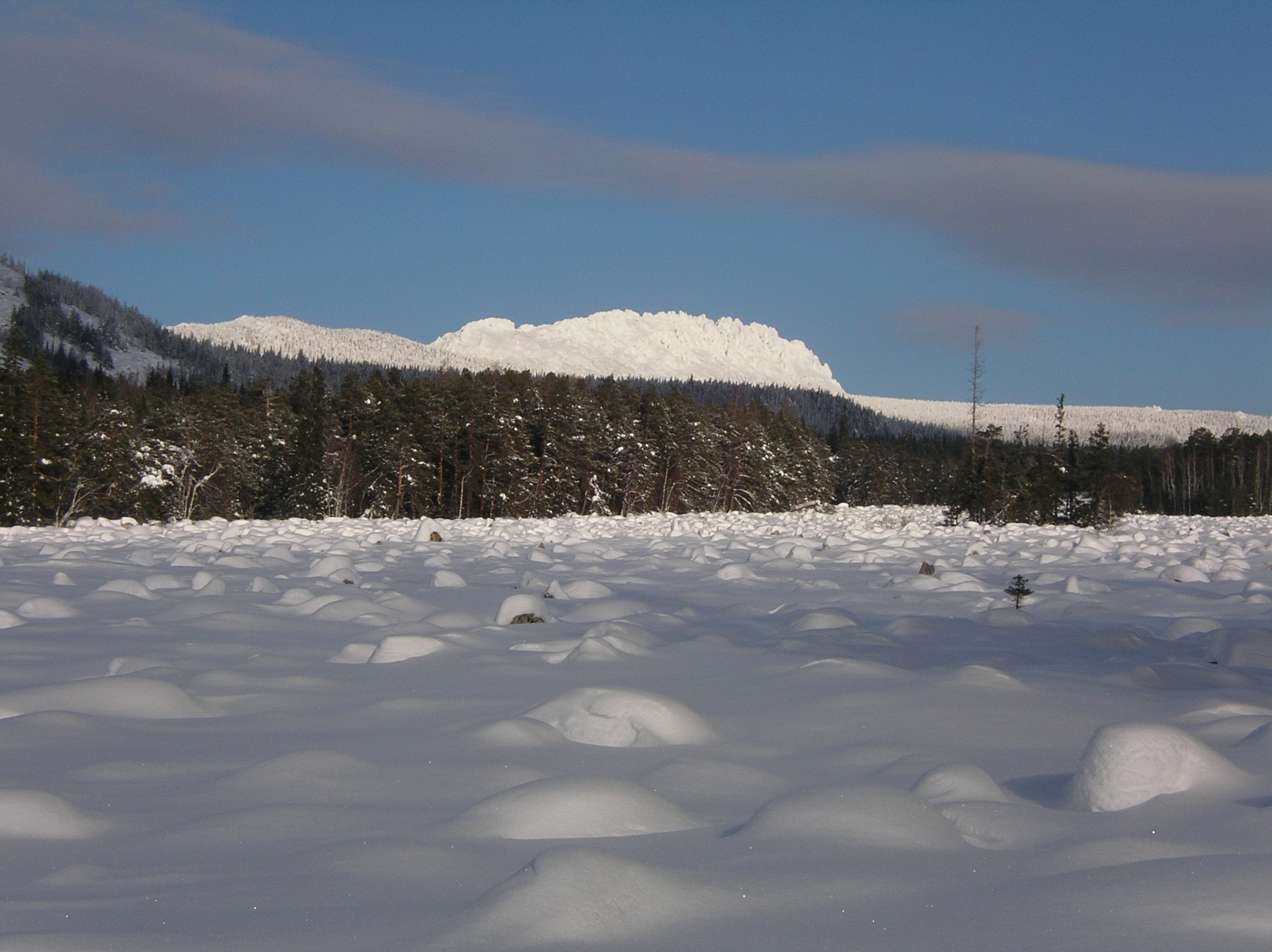
Otkliknoj Greben (de witte berg op de achtergrond) in de winter.

Taganaj (Russisch en Basjkiers: Таганай) is de benaming voor een groep van bergketens in het noorden van de Zuidelijke Oeral. De bergketens liggen in het westen van Oblast Tsjeljabinsk op 130 kilometer van het districtscentrum Tsjeljabinsk. Rondom de bergketens van Taganaj werd op 5 maart 1991 het Nationaal Park Taganaj opgezet. Geografisch gezien loopt de grens van Europa en Azië dwars door het gebied.

## Kenmerken
Tot de Taganaj behoren de Grote Taganaj (Bolsjoj Taganaj) en de ten oosten daarvan gelegen Midden-Taganaj (Sredni Taganaj) en Kleine Taganaj (Maly Taganaj). Als er over de Taganaj wordt gesproken, gaat het meestal over de Grote Taganaj, die met zijn grote massieven het meest in het oog springt. De etymologie van de naam is niet helemaal helder en er zijn verschillende versies over de herkomst, die meestal teruggrijpt op het Basjkiers. Voorbeelden van mogelijke betekenissen zijn "onderstel van de maan", "de berg die opstijgt naar de maan", "maan-driestel" of gewoon "kam".
De bergketens strekken zich uit over een lengte van 25 kilometer. De hoogste punten worden gevormd door de Kroeglitsa met 1.178 meter en de Otkliknoj Greben met 1.155 meter. Het totale oppervlak van de Taganaj omspant 568,43 km², met een lengte van noord naar zuid van 52 kilometer en met een gemiddelde lengte van 10 tot 15 kilometer van oost naar west. Het nationaal park is deels verboden gebied (zapovednik) en deels opengesteld voor recreatie.

## Flora en fauna
De Taganaj wordt voor ca. 93% bedekt met bossen, waarbij berken- en sparrenbossen met Siberische spar (Picea obovata), fijnspar (Picea abies), Siberische zilverspar (Abies sibirica), zachte berk (Betula pubescens) en ruwe berk (Betula pendula) domineren. Er komen 728 verschillende vaatplanten, waarvan er 27 endemisch zijn voor het Oeralgebergte. Daarnaast zijn er meer dan 50 zoogdieren vastgesteld, waaronder de bruine beer (Ursus arctos), wild zwijn (Sus scrofa), Euraziatische lynx (Lynx lynx), eland (Alces alces), wolf (Canis lupus), bever (Castor fiber) en Siberisch ree (Capreolus pygargus). Van de gewervelde dieren zijn vogels het breedst vertegenwoordig met 130 vastgestelde soorten, waaronder zeldzaamheden als parelduiker (Gavia arctica), zwarte ooievaar (Ciconia nigra), slechtvalk (Falco peregrinus) en steenarend (Aquila chrysaetos). Daarnaast zijn er zes soorten reptielen, drie amfibieën en zeven vissen vastgesteld.

## Afbeeldingen

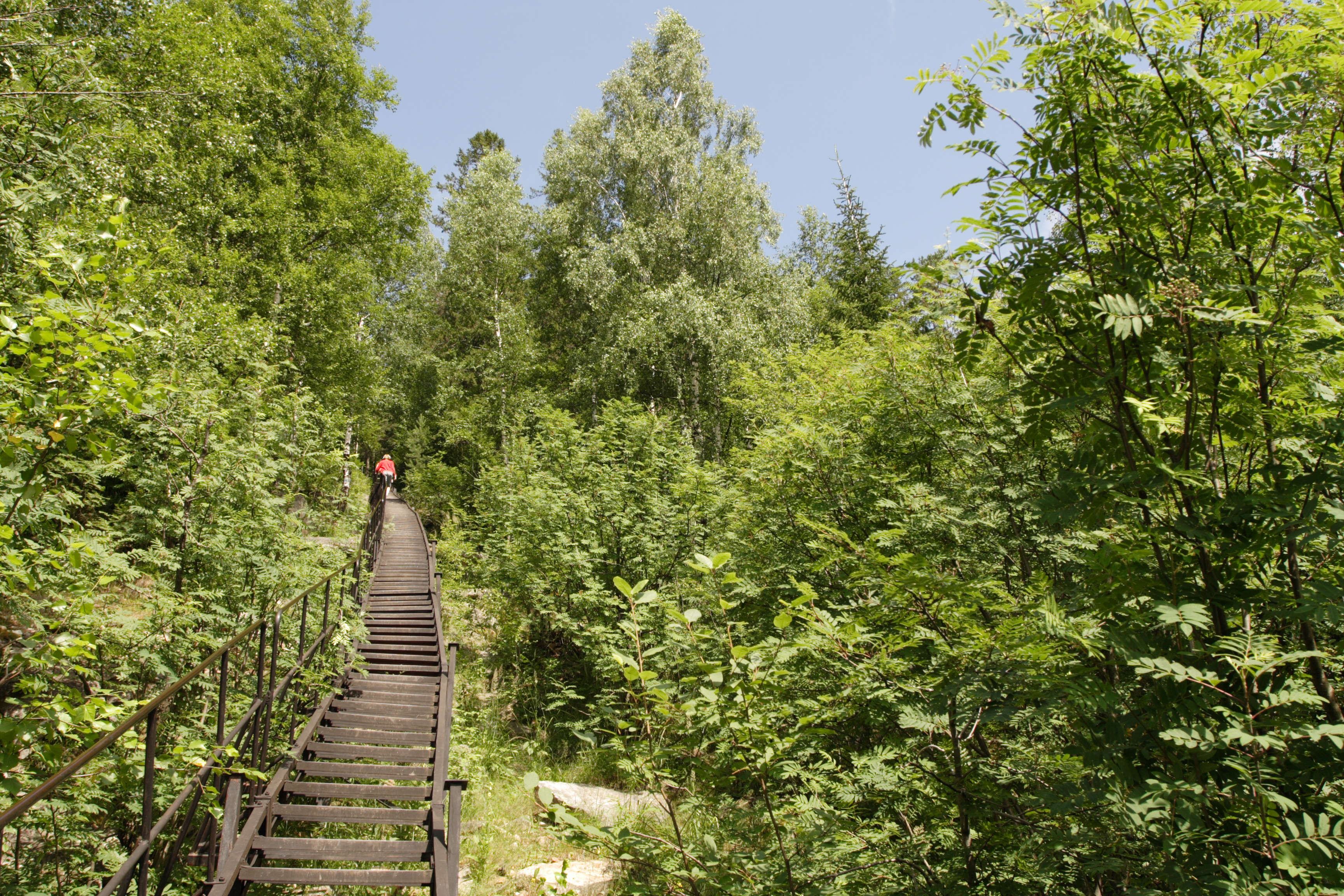
Begroeiing langs een bezoekerstrap.
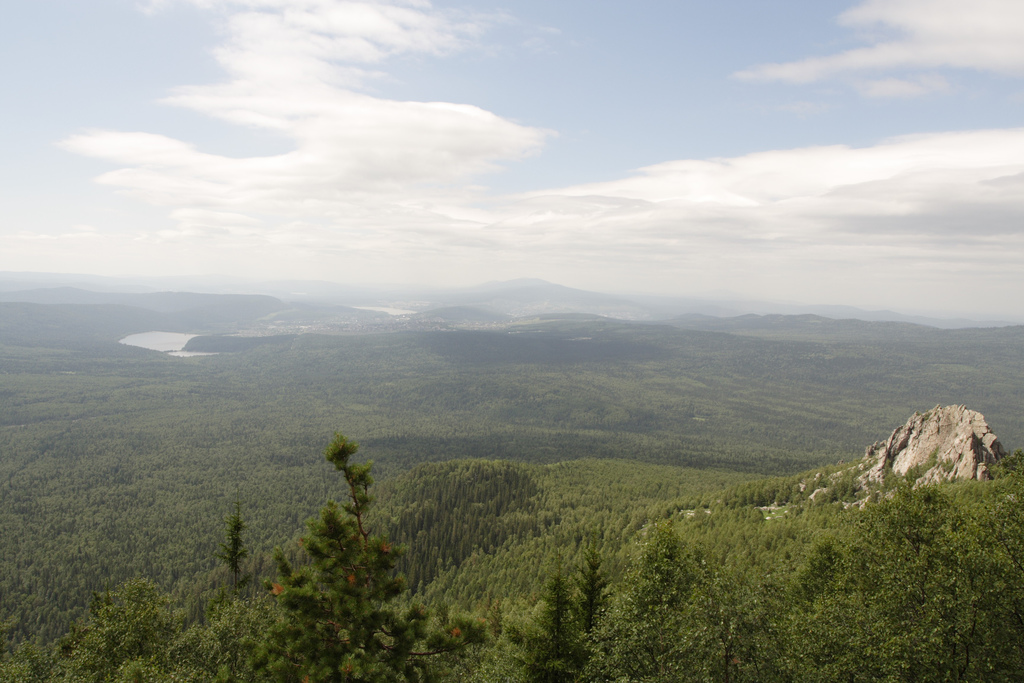
Uitzicht over Taganaj met de industriestad Zlato-oest op de achtergrond.
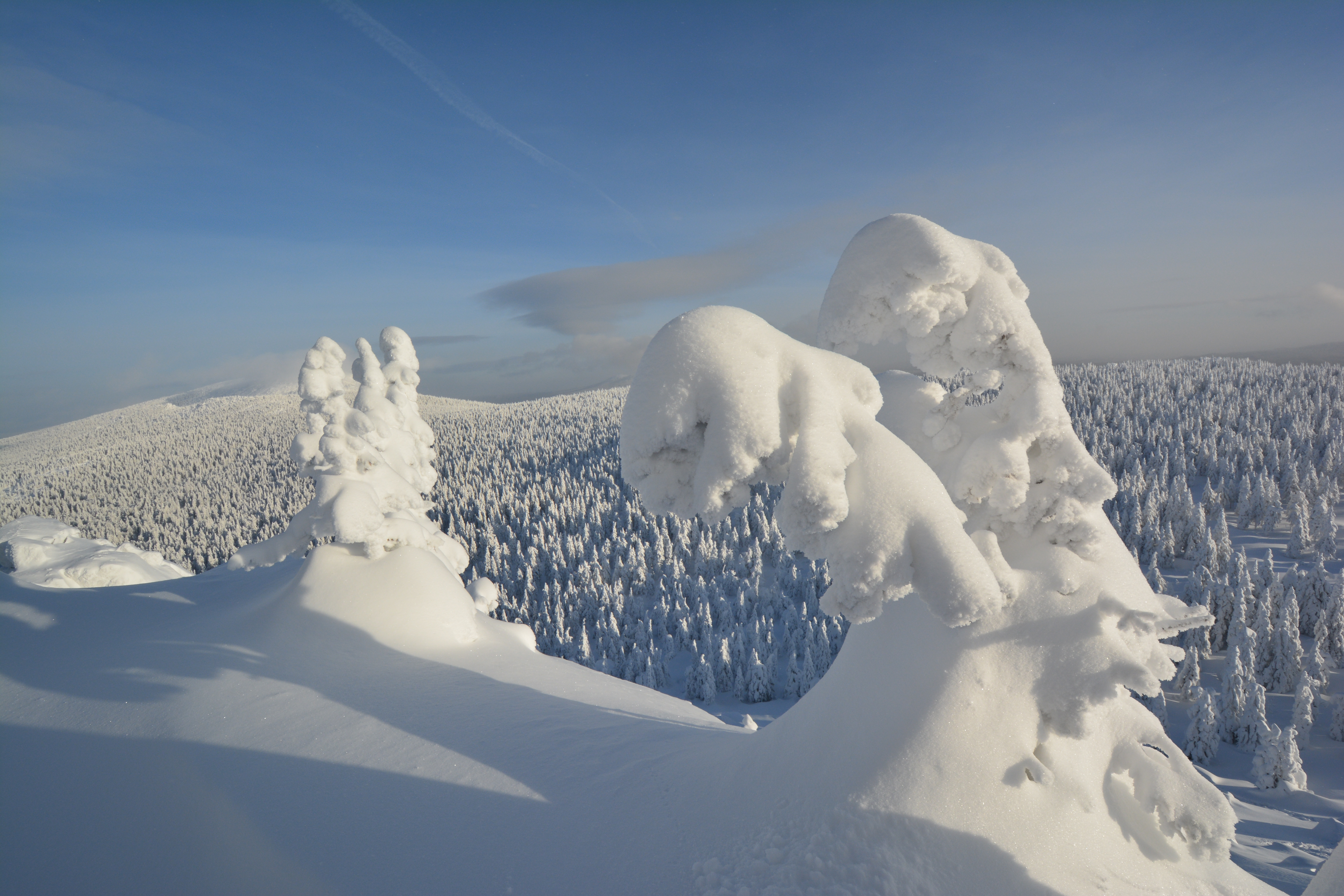
Gezicht vanaf de Otkliknoj Greben